# Неделько Фабріо
Неделько Фабріо (хорв. Nedjeljko Fabrio; 14 листопада 1937, Спліт — 4 серпня 2018, Рієка) — хорватський письменник, академік, драматург, перекладач та літературний критик.

## Біографія
Народився в місті Спліт у 1937 році. Його родина переїхала до Рієки відповідно до адміністративного розпорядження. Освіту здобував у Рієці, де відвідував початкову школу та Першу рієцько-хорватську гімназію. У 1961 році здобув освіту на філософському факультеті у Загребі, за спеціальністю хорватська мова та південнослов'янські літератури, а також італійська мова та література.
Працював у різних культурних закладах Рієки, таких як Національний університет, в Рієцькому журналі (хорв. Riječka revija), драматургом в Хорватському національному театрі ім. Івана Зайца та в щомісячнику Камов (хорв. Kamov). На початку 1970-х років оселився у Загребі, де обіймав посаду редактора «Драматичної програми» Загребського телебачення та викладав в Академії драматичного мистецтва.
Також був активним учасником інтелектуального життя Хорватії, працював літературним критиком та публіцистом, дописуючи про музику, літературу та театр.

## Літературна діяльність
Неделько Фабріо напочатку з'явився в хорватській літературі як поет і новеліст, потім як драматург, а в середині 1980-х як романіст. У драматичній частині творчості Фабріо переважає зв'язок історичної тематики з переживаннями сучасності, найчастіше у формі конфлікту між видатною особистістю та світською чи духовною владою, що виявляється в п'єсах Реформатори (хорв. Reformatori (1967)), Адмірал Крістоф Колумбо (хорв.Admiral Kristof Kolumbo. (1968)), Чуєш, як свині верещають на дачі наших панів? (хорв. Čujete li svinje kako rokću u ljetnikovcu naših gospara? (1969.)), Майстер (хорв.Meštar (1970.)), (хорв. Kralj je pospan (1971.)) i Магніфікат (хорв. Magnificat (1978.)).

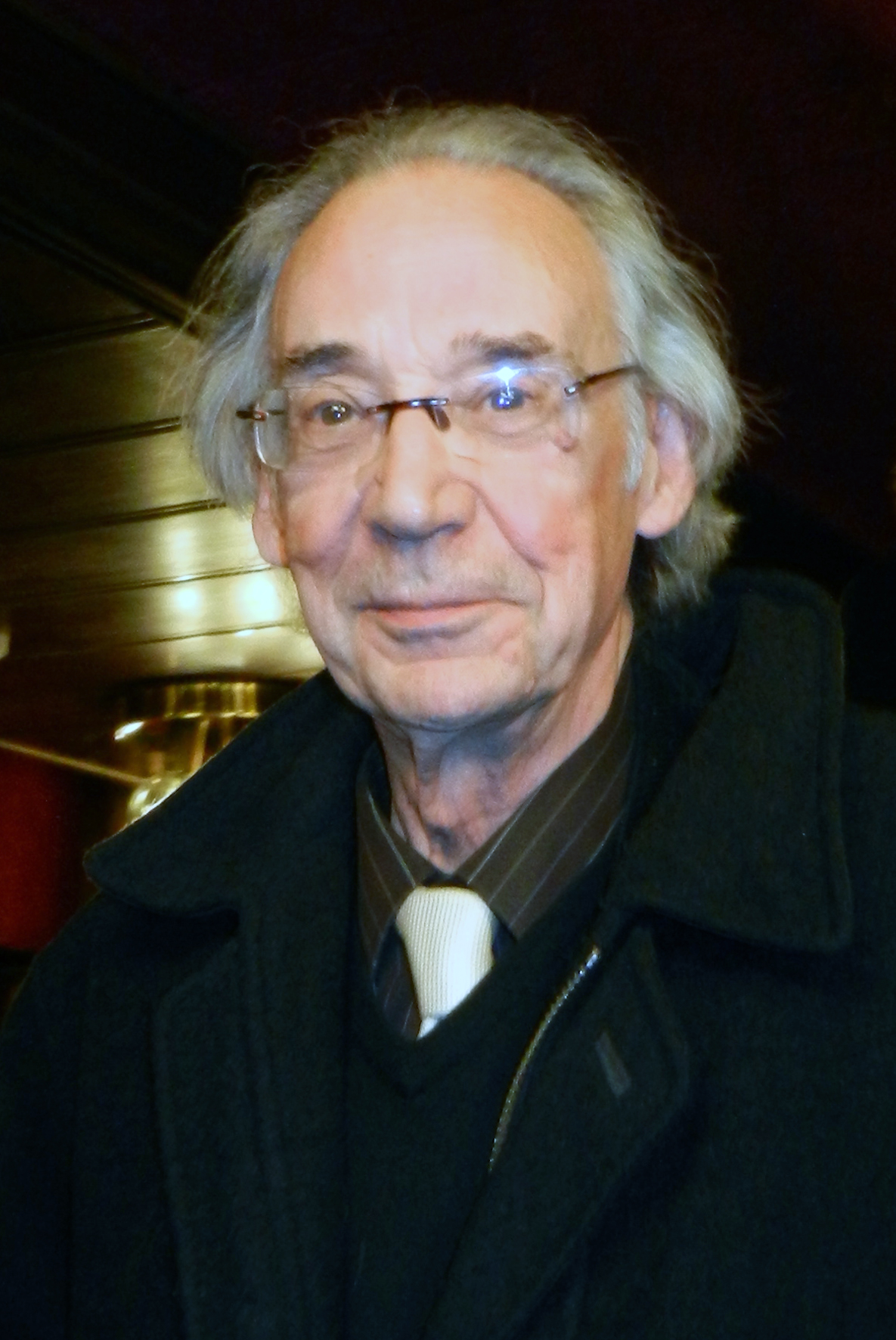
Неделько Фабріо у Рієці, 2012 р.

Оповідання Фабріо Частини прози (хорв. Partite za prozu, 1966), Нестабільне становище (хорв. Labilni položaj, 1969), Паща лева (хорв. Lavlja usta, 1978), Вибрані оповідання (хорв. Izabrane pripovijetke, 1990) вирізняються своїм мовним стилем, експериментами з формою та майстерно вибудованим сюжетом, що відповідає постмодерністським тенденціям. Постмодерністська поетика також лежить в основі його романів Практика життя (хорв. Vježbanje života (1985)), Волосся Вероніки (хорв. Berenikina kosa (1989)), Смерть Вронського (хорв. Smrt Vronskog (1994)) та Тримерон (хорв. Triemeron (2002)).
Головною темою літературно-історичної, літературно-критичної та перекладацької роботи Фабріо були хорватсько-італійські зв'язки. Він особливо цікавився історією італійської літератури, зосереджуючись на письменниках, таких як Ф.Томіцца та С.Слатапер, які своїм походженням, регіональною належністю та творчістю тісно пов'язані з хорватськими територіями. Крім того, його дослідження охоплювали феномен трієстської літератури та її взаємозв'язки зі слов'янським культурним простором, що знайшло відображення у його працях Апеннінські есеї (хорв. Apeninski eseji (1969)) та Дублення матеріалу (хорв. Štavljenje štiva (1977)).
Фабріо також адаптував низку прозових творів для театральної сцени та телебачення, упорядкував антологію італійських оповідань Остання частина подорожі (хорв. Posljednji dio puta (1984)) та здійснив переклади творів таких авторів, як Карло Ґольдоні, Луїджі Піранделло, Альберто Моравіа та ін. Окрім цього, він опублікував кілька збірок есеїв і критичних статей на теми літератури, культури, театру та музики, зокрема Вбрання Італії (хорв. Odora Talije (1963)), Театри (хорв. Kazalištarije (1987)), Концерт для пера і життя (хорв. Koncert za pero i život(1997)), Маестро та його учень (хорв. Maestro i njegov šegrt (1997)), Роза вітрів: північно-адріатичний та інші есе (хорв. Ruža vjetrova: sjeverojadranski i drugi eseji (2003)) та Діти Орфея (хорв. Orfejeva djeca (2008)).

## Громадська діяльність

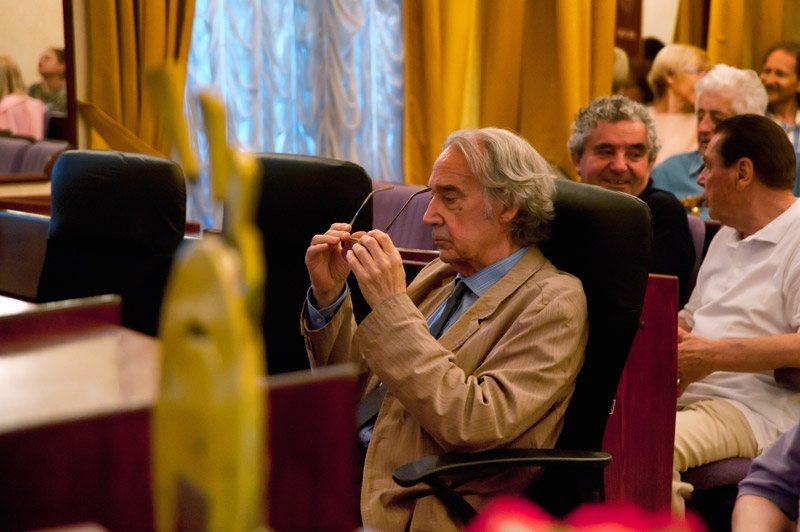
Неделько Фабріо на врученні літературної премії Цриквеницьке сонце

Н.Фабріо був членом Хорватської академії наук і мистецтв (HAZU) та заступником голови в Матиці хорватській(хорв. Matica hrvatska) у Загребі. Також обіймав посаду голови Хорватського товариства письменників (DHK).
Він активно долучався до літературного життя, входив до складу Спілки хорватських літературних перекладачів, театральних критиків і театрознавців.

## Визнання та нагороди
Його літературна діяльність була високо оцінена, він отримав численні премії, зокрема:
- 2002: Гердерівська премія з літератури
- 2003: Премія Івана Горана Ковачича за роман «Трімерон».
- 2007: Премія Володимира Назора за життєві досягнення та літературу
- 2013: Нагорода Цриквеницьке сонце

## Згадки
- Фабріо (2012), документальний фільм Бернардіна Модріча
- Меморіальна кімната Неділка Фабрія, відкрита в 2019 році в Національній читальні та бібліотеці м. Новий Вінодолський